# Robert Schweichel

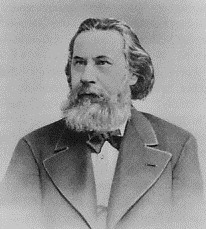
Robert Schweichel

Georg Julius Robert Schweichel (Pseudonym Heinrich Friedemann; * 12. Juli 1821 in Königsberg; † 25. April 1907 in Schöneberg) war ein mit den Sozialdemokraten sympathisierender Journalist und Schriftsteller.

## Leben und Wirken
Während seines Studiums der Rechts- und Kameralwissenschaften an der Königsberger Albertina wurde er 1844 Mitglied der Burschenschaft Germania. Nach dem Studium trat Schweichel 1848 in der Revolution von 1848/1849 als Redner im Arbeiterverein auf, verfasste scharfe Artikel für den Volksvertreter und führte die Redaktion der Blätter Ostpreußisches Volksblatt und Dorfzeitung für Preußen (1849–1850).
Wegen eines Pressevergehens 1850 in Preußen zu einer sechsmonatigen Haftstrafe verurteilt, galt Schweichel als politisch vorbestraft und kam in Existenzschwierigkeiten. Er emigrierte 1855 in die Schweiz und ließ sich in Lausanne nieder, wo er am Collège unterrichtete und Professor der Akademie war. In Preußen 1861 amnestiert, konnte er nach Berlin zurückkehren, um die Redaktion der Norddeutschen Allgemeinen Zeitung zu übernehmen. Von 1869 bis 1883 redigierte er die Jankesche Deutsche Roman-Zeitung. Zeitweilig war er Präsident des deutschen Schriftstellerverbandes.
Danach lebte er als Schriftsteller in Leipzig, Hannover und ab 1866 in dem mit Berlin verwachsenden Schöneberg. Er war ein enger Freund Wilhelm Liebknechts und August Bebels. Er schrieb u. a. für das Demokratische Wochenblatt, die Neue Zeit und andere sozialistische Zeitungen.

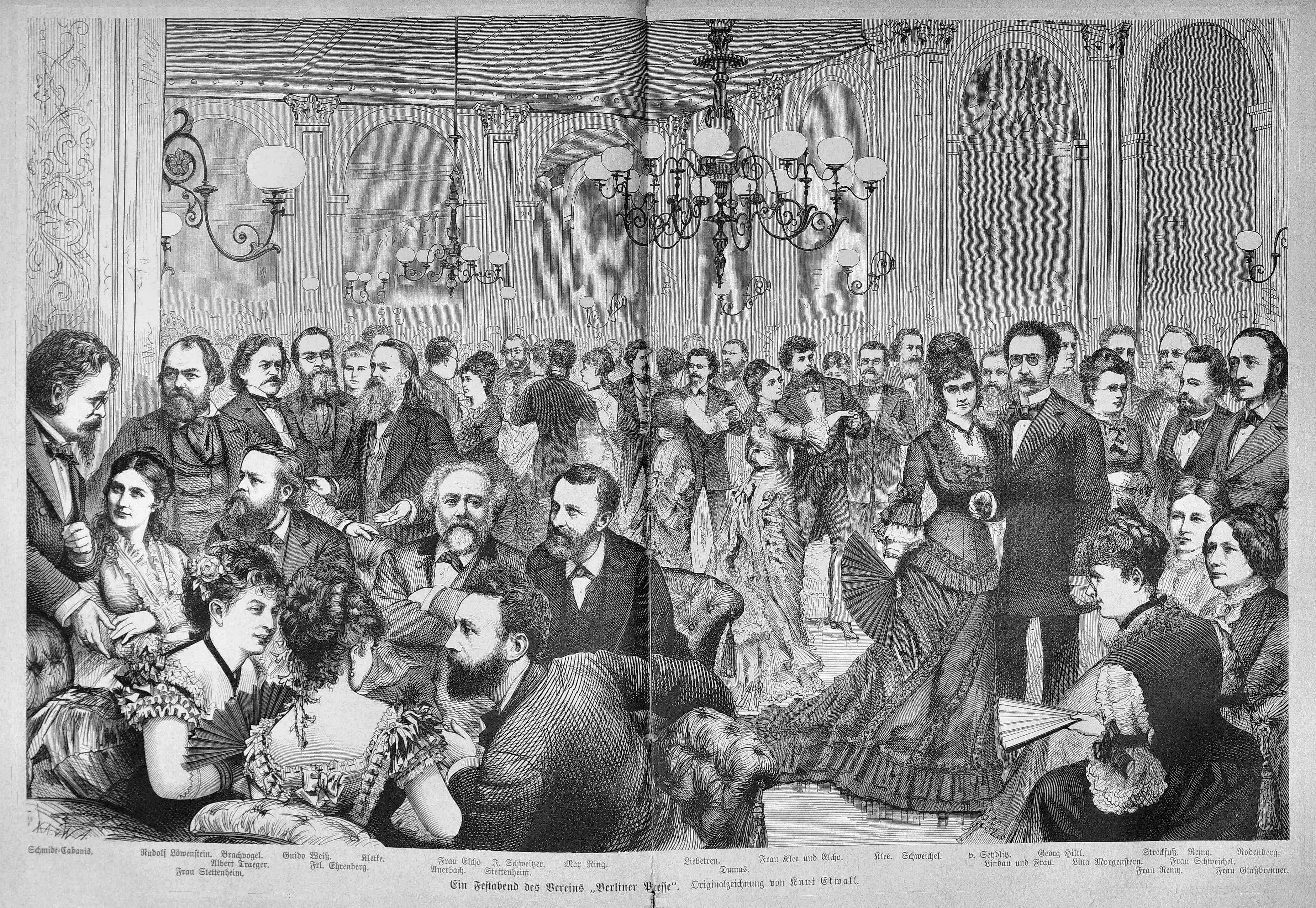
Elise Schweichel ist ganz unten im Bild die 2. v. r.

Schweichels Ehefrau war die Schriftstellerin und Sozialdemokratin Elise Schweichel, geborene Langer (1831–1912).
Von 1897 bis 1903 erschienen in der 1897 gegründeten Wochenzeitschrift In freien Stunden. Romane und Erzählungen für das arbeitende Volk zwölf Erzählungen von Robert Schweichel, zumeist Nachdrucke, unter dem Sammeltitel Aus dem Leben der Entrechteten, worüber sowohl Robert wie auch Elise Schweichel sich sehr freuten. Im Dezember 1898 erschien Schweichels Hauptwerk unter dem Titel Um die Freiheit. Geschichtlicher Roman aus dem deutschen Bauernkrieg 1515. Es sollte das einzige seiner Werke bleiben, das auch später immer wieder neu aufgelegt wurde.
An der Trauerfeier zu Robert Schweichel am 28. April 1907 hielt August Bebel in der Halle des Gemeindefriedhofs Schöneberg dem Freund die Gedenkrede und vom Schöneberger Arbeitergesangsverein vorgetragene Lieder umrahmten die Trauerfeier, als der Sarg heruntergelassen wurde.

## Werke

### Novellensammlungen
- In Gebirg und Thal (1864)
- Jura und Genfer See (1865)
- Im Hochland (1868)
- Aus den Alpen (1870, 2 Bde.)
- Italienische Blätter (1876, 3. Aufl. 1880)

### Romane
- Der Axtschwinger (1868, 3. Aufl. 1880)
- Der Bildschnitzer vom Achensee (1873, 3 Bde.; 3. Aufl. 1876)
- Die Falkner von St. Vigil (1881, 3 Bde.)
- Der Krämer von Illiez (3. Aufl. 1882)
- Der Wunderdoktor (3. Aufl. 1882)
- Camilla (1886) u. a., sämtlich in Berlin erschienen.
- Um die Freiheit, Roman aus den Bauernkriegen 1525 (1898)
- In seinem Arbeitszimmer (1891)
- Italienische Blätter (1877)

### Artikel (Auswahl)
- Das Verhältnis der Kapital- und Junkerpartei zu den Arbeitern. In: Demokratisches Wochenblatt. Beilage Nr. 44 vom 31. Oktober 1868.
- Zum Gedächtniß Wilhelm Liebknechts. In: Die Neue Zeit. 19 Jg., 1900/1901, Bd. 2, S. 571 f.
- Wilhelm Liebknecht als Schriftsteller. In: Die Neue Welt, 1900, S. 332
- Wilhelm Liebknecht, ein Charakterbild. In: Illustrierter Neue Welt-Kalender für das Jahr 1902, S. 36